# Liste der österreichischen Botschafter in Äthiopien
Der österreichische Botschafter in Äthiopien residiert in Old Airport Area, South Africa Road, Near Besrate Gabriel Church, Addis Abeba. Sie ist auch bei den Regierungen von Südsudan, Uganda, Ruanda, Burundi, Kenia, Tansania und der Dschibuti akkreditiert.

## Geschichte
1906 bewarb sich Alphons von Mylius erfolglos um den Posten eines k.u.k. Honorarkonsuls in Addis Abeba.
Am 21. Januar 1911 bewarb sich Louis-François Kaden erfolglos um den Posten eines Honorarkonsuls in Harrar.
Am 11. Oktober 1912 bewarb sich Karl Schwimmer (* 1. Februar 1879 in Novi Sad) für den Fall eines k.u.k. Honorarkonsulats in Addis Abbeba um die Verleihung dieses Ehrenpostens, den er vom 5. Dezember 1912 bis 1922 hielt und für den er im Oktober 1914 Exequatur erhielt. Von Anfang April 1930 bis 1936 war Rudolf Singer (* 1871; † 1946), Eigentümer der Internationale Export-Import AG (IntAG), Honorarkonsul in Addis Abeba. Nachdem Äthiopien von Italien besetzt worden war, beantragte Rudolf Singer beim österreichischen Außenministerium seinen Rücktritt. 14 Tage später erkannte die Regierung von Kurt Schuschnigg die Herrschaft von Benito Mussolini über Äthiopien an. Im Februar 1937 bewarb sich Julius Benvenuti-Alberti um den Posten eines österreichischen Konsuls im von Italien besetzten Addis Abeba. Im Mai 1956 wurde Othmar G. Singer, Sohn von Rudolf Singer, Honorarkonsul in Addis Abeba.
| Ernannt       | Akkreditiert  | Name                          | Bemerkungen                                                 | Ernannt während der Regierung von | Akkreditiert bei      | Posten verlassen |
| ------------- | ------------- | ----------------------------- | ----------------------------------------------------------- | --------------------------------- | --------------------- | ---------------- |
| 1. Dez. 1964  | 10. Dez. 1964 | Paul Zedtwitz                 | (* 17. Dezember 1911 in Wien; † 14. Juni 1996 in Attersee)  | Alfons Gorbach                    | Haile Selassie        | 9. März 1968     |
| 4. Okt. 1968  | 16. Okt. 1968 | Wolfgang Jungwirth            | (* 9. August 1909 in Linz; † 22. April 1985 eben da)        | Josef Klaus                       | Haile Selassie        | 30. Jan. 1971    |
| 7. Apr. 1971  | 15. Apr. 1971 | Egon Libsch                   | (* 11. August 1920 in Salzburg; † 24. Oktober 1999 eben da) | Josef Klaus                       | Haile Selassie        | 6. Okt. 1978     |
| 15. Feb. 1979 | 3. Apr. 1979  | Camillo Schwarz               | (* 19. Juli 1926 in Linz)                                   | Bruno Kreisky                     | Mengistu Haile Mariam | 14. März 1983    |
| 26. Apr. 1983 | 16. Mai 1983  | Herbert Traxl                 | (* 2. Dezember 1940 in Wien)                                | Fred Sinowatz                     | Mengistu Haile Mariam | 3. Aug. 1988     |
| 31. Aug. 1988 | 3. Sep. 1988  | Horst-Dieter Rennau           | (* 8. September 1942 in Salzburg)                           | Franz Vranitzky                   | Tamirat Layne         | 25. Feb. 1993    |
| 25. Feb. 1993 | 23. Apr. 1992 | Klaus Derkowitsch             | (* 13. September 1944 in Wien)                              | Franz Vranitzky                   | Tamirat Layne         | 11. Aug. 1997    |
| 28. Aug. 1997 | 9. Sep. 1997  | Thomas Michael Baier          | (* 8. Mai 1950 in Wien)                                     | Viktor Klima                      | Meles Zenawi          | 9. Juni 2001     |
| 3. Aug. 2001  | 9. Aug. 2001  | Brigitte Öppinger-Walchshofer | (* 4. Juni in Scheibbs, NÖ)                                 | Wolfgang Schüssel                 | Meles Zenawi          | 2005             |
| 2006          | Okt. 2006     | Rudolf Agstner                | (* 1951 in Den Haag; † 19. Mai 2016 in Wien)                | Wolfgang Schüssel                 | Meles Zenawi          | 17. März 2009    |
| 17. März 2009 | Dez. 2009     | Gudrun Graf                   | (* 15. Januar 1958 in Graz)                                 | Werner Faymann                    | Meles Zenawi          | Jan. 2014        |
|               | Jan. 2014     | Andreas Melán                 | (* 12. April 1960 in Wien)                                  | Werner Faymann                    | Hailemariam Desalegn  | Aug. 2018        |
|               | Sep. 2018     | Roland Hauser                 | (* 22. Juni 1957 in Innsbruck)                              | Sebastian Kurz                    | Mulatu Teshome        |                  |
| Dez. 2021     | Feb. 2022     | Simone Knapp                  |                                                             | Sebastian Kurz                    |                       |                  |